# 제임스 알로디

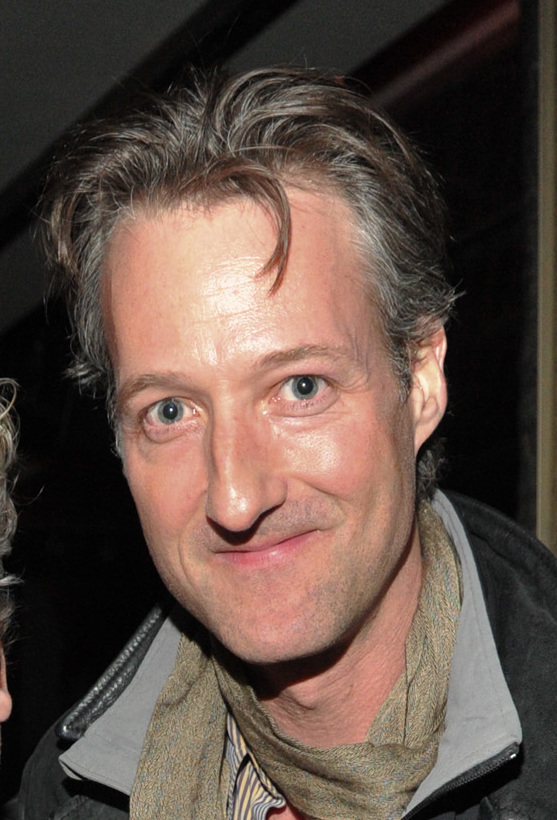

제임스 알로디(James Allodi, 1967년 2월 26일 ~ )는 캐나다의 배우, 텔레비전 배우이다.
토론토에서 태어났다.

## 영화
- 더 베스트 레이드 플랜스 (2014년)
- 커싱 핸리 (2007년)
- 스노우 케이크 (2005년) - 클라이드 역
- 원더풀 윌비 (2004년) - 댄 자비스 역
- 풀프루프 (2003년) - 메이슨 형사 역
- 글리터 (2001년)
- 머더 인 어 스몰 타운 (1999년)
- 스릴 씨커 (1999년) - FBI 요원 스탠튼 역
- 허드 (1998년)
- 굿 윌 헌팅 (1997년)
- 종횡사해 - TV 시리즈 (1997년)
- 마을 3부작 (1995년)